# Bruno Magalhães
Bruno Magalhães (* 10. Juli 1980 in Lissabon) ist ein portugiesischer Rallyefahrer.

## Karriere
Bruno Magalhães begann 1999 mit dem Rallyesport. 2000 debütierte er bei der Rallye Portugal bei einem Lauf der Rallye-Weltmeisterschaft. In den folgenden Jahren nahm er an einigen portugiesischen Rallyes teil, die zur nationalen Meisterschaft und teilweise auch zur Rallye-Europameisterschaft zählten. Sein Beifahrer war ab 2002 Paulo Grave.
Ab 2005 ging Magalhães für Peugeot Sport Portugal im Peugeot 206 S1600 an den Start. Er errang 2006 den Gesamtsieg in der portugiesischen Meisterschaft in der Klasse Super 1600. Außerdem wurde er Vierter bei der Rali Vinho da Madeira in der neu gegründeten Intercontinental Rally Challenge. Ab 2007 steuerte er einen stärkeren Peugeot 207 S2000. Bei der Rali Vinho da Madeira erreichte er den zweiten Platz, womit ihm erstmals eine Podiumsplatzierung in der IRC gelang. Im gleichen Jahr gewann er auch die portugiesische Rallye-Meisterschaft. Nachdem er die Saison 2008 zunächst mit Beifahrer Mario Castro begonnen hatte, wurde ab der Hälfte der Saison sein Bruder Carlos Magalhães sein neuer Copilot. Bruno Magalhães erzielte 2008 seinen zweiten portugiesischen Meistertitel. Er nahm auch weiterhin an vereinzelten Läufen der IRC teil und fuhr bei zwei Rallyes in die Punkteränge. Bei der Rali Vinho da Madeira erzielte er 2009 nur um wenige Sekunden geschlagen erneut den zweiten Platz. Außerdem gewann er zum dritten Mal in Folge die portugiesische Meisterschaft.
Magalhães bestritt 2010 im Peugeot 207 S2000 von Peugeot Sport Portugal nun regelmäßig Rallyes in der IRC. In der ersten Saisonhälfte gelangen ihm zwar keine Podiumsplatzierungen, aber er fuhr konstant in die Punkteränge. Bei der Rallye Azoren feierte er seinen ersten Sieg in der IRC. Am Saisonende belegte er den fünften Platz in der Fahrerwertung. 2011 begann er seine zweite Saison mit einem Programm aus regelmäßigen Teilnahmen in der IRC. Beifahrer wurde wieder sein früherer Copilot Paulo Grave. Bei der Rallye Portugal 2011 gab Magalhães wieder einen Gaststart in der Rallye-Weltmeisterschaft und erzielte mit dem zwölften Gesamtrang sein bisher bestes WRC-Ergebnis. Dabei war er der bestplatzierte Fahrer mit einem Super-2000-Auto.

## Statistik

### Titel
- Portugiesische Rallye-Meisterschaft: 2007, 2008, 2009

### WRC-Ergebnisse
| Saison | Team                   | Fahrzeug                 | 1   | 2   | 3       | 4       | 5      | 6   | 7   | 8   | 9   | 10  | 11  | 12  | 13  | 14  | 15  | 16  | Punkte | Pos. |
| ------ | ---------------------- | ------------------------ | --- | --- | ------- | ------- | ------ | --- | --- | --- | --- | --- | --- | --- | --- | --- | --- | --- | ------ | ---- |
| 2000   | Bruno Magalhães        | Mitsubishi Lancer Evo V  | MON | SWE | KEN     | POR 32  | ESP    | ARG | GRE | NZL | FIN | CYP | FRA | ITA | AUS | GBR |     |     | 0      | –    |
| 2001   | Bruno Magalhães        | Mitsubishi Lancer Evo VI | MON | SWE | POR DNF | ESP     | ARG    | CYP | GRE | KEN | FIN | NZL | ITA | FRA | AUS | GBR |     |     | 0      | –    |
| 2007   | PH Sport               | Peugeot 207 S2000        | MON | SWE | NOR     | MEX     | POR 17 | ARG | ITA | GRE | FIN | GER | NZL | ESP | FRA | JPN | IRE | GBR | 0      | –    |
| 2009   | Peugeot Total          | Peugeot 207 S2000        | IRE | NOR | CYP     | POR DNF | ARG    | ITA | GRE | POL | FIN | AUS | ESP | GBR |     |     |     |     | 0      | –    |
| 2011   | Peugeot Sport Portugal | Peugeot 207 S2000        | SWE | MEX | POR 12  | JOR     | ITA    | ARG | GRE | FIN | GER | AUS | FRA | ESP | GBR |     |     |     | 0      | –    |

### IRC-Ergebnisse
| Saison | Team                   | Fahrzeug          | 1       | 2     | 3     | 4     | 5       | 6       | 7       | 8       | 9     | 10     | 11  | 12  | Punkte | Pos. |
| ------ | ---------------------- | ----------------- | ------- | ----- | ----- | ----- | ------- | ------- | ------- | ------- | ----- | ------ | --- | --- | ------ | ---- |
| 2006   | Peugeot Total          | Peugeot 206 S1600 | RSA     | YPR   | MAD 4 | SAN   |         |         |         |         |       |        |     |     | 5      | 13   |
| 2007   | Peugeot Total          | Peugeot 207 S2000 | SAF     | TUR   | YPR   | RUS   | MAD 2   | ZLI     | SAN DNF | VAL     | CHN   |        |     |     | 8      | 10   |
| 2008   | Peugeot Total          | Peugeot 207 S2000 | IST     | POR 6 | YPR   | RUS   | MAD 8   | ZLI     | AST DNF | SAN     | VAL   | CHN    |     |     | 4      | 21   |
| 2009   | Peugeot Total          | Peugeot 207 S2000 | MON     | CUR   | SAF   | AZO 9 | YPR     | RUS     | MAD 2   | ZLI     | AST   | SAN    | SCO |     | 8      | 10   |
| 2010   | Peugeot Sport Portugal | Peugeot 207 S2000 | MON 7   | CUR 5 | ARG 6 | CAN 5 | SAR 5   | YPR 6   | AZO 1   | MAD DNF | ZLI   | SAN 10 | SCO | CYP | 30     | 5    |
| 2011   | Peugeot Sport Portugal | Peugeot 207 S2000 | MON DNF | CAN 8 | COR 5 | YAL   | YPR DNF | AZO DNF | ZLI     | MEC 9   | SAN 5 | SCO    | CYP |     | 26     | 9    |